# Grótta Seltjarnarnes
Íþróttafélagið Grótta - kortweg Grótta - is een IJslandse voetbalclub uit Seltjarnarnes, een plaats uit de Regio Groot-Reykjavik. De club is opgericht op 24 april 1967 en speelt haar wedstrijden in het Vivaldivöllurinn in Seltjarnarnes. 
In 1966 speelde een groep jongeren uit het dorp voetbal en een jaar later kwam men tot de oprichting van de club. De club bestond alleen uit een voetbalafdeling. Maar later werden er ook handbal en gym beoefend.
De voetbalafdeling speelde altijd een bescheiden rol in het IJslandse voetbal. In 2006 speelde Grótta nog in de regionale 3. deild karla, dat toen nog het laagste voetbalniveau voor de mannen was. Veertien jaar later maakte de club het debuut in de Úrvalsdeild na twee promoties op rij. Door de promotie naar de hoogste klasse werd ook de tribune van de sportaccommodatie vergroot. Het avontuur in de hoogste klasse duurde slechts een seizoen. 

## Eindklasseringen
- 2002 2e
3. deild karla
- 2003 5e
3. deild karla
- 2004 5e
3. deild karla
- 2005 3e
3. deild karla
- 2006 1e
3. deild karla
- 2007 1e
3. deild karla
- 2008 7e
2. deild karla
- 2009 1e
2. deild karla
- 2010 10e
1. deild karla
- 2011 11e
1. deild karla
- 2012 10e
2. deild karla
- 2013 5e
2. deild karla
- 2014 2e
2. deild karla
- 2015 11e
1. deild karla
- 2016 2e
2. deild karla
- 2017 12e
1. deild karla
- 2018 2e
2. deild karla
- 2019 1e
1. deild karla
- 2020 11e
Úrvalsdeild
- 2021 6e
1. deild karla
- 2022 3e
1. deild karla
- 2023 9e
1. deild karla
- 2024 11e
1. deild karla

- Úrvalsdeild
- 1. deild karla
- 2. deild karla
- 3. deild karla